# František Prošek
František Prošek (20. září 1922 Střezimíř – 26. července 1958 Praha) byl český archeolog, geolog, paleolitik, speleolog a autor odborných textů z těchto oborů.

## Život

### Mládí a protektorát
František Prošek se narodil 20. září 1922 v Střezimíři do rodiny pekařského dělníka. Absolvoval měšťanskou školu a po ní šel do učení na mechanika.  O archeologii se zajímal již od dětství. Ještě jako učeň se seznámil s archeologem Ladislavem Hájkem (1909–1987) a pod jeho vlivem soustředil Prošek svůj zájem na starší dobu kamennou (paleolit). Prošek se na začátku druhé světové války účastnil v Českém krasu a v okolí Prahy (pod vedením českého univerzálního přírodovědce Jaroslava Petrboka (1881–1960)) řady exkurzí a výkopů. Během druhé světové války byl František Prošek totálně nasazen (v letech 1942 až 1943) na práci v nacistickém Německu, ale z důvodů nemoci byl odsud odeslán zpět do protektorátu, kde po návratu (v letech 1943 až 1946) pracoval v pražské zbrojovce Jawa.

### Po druhé světové válce, studia a počátky praxe

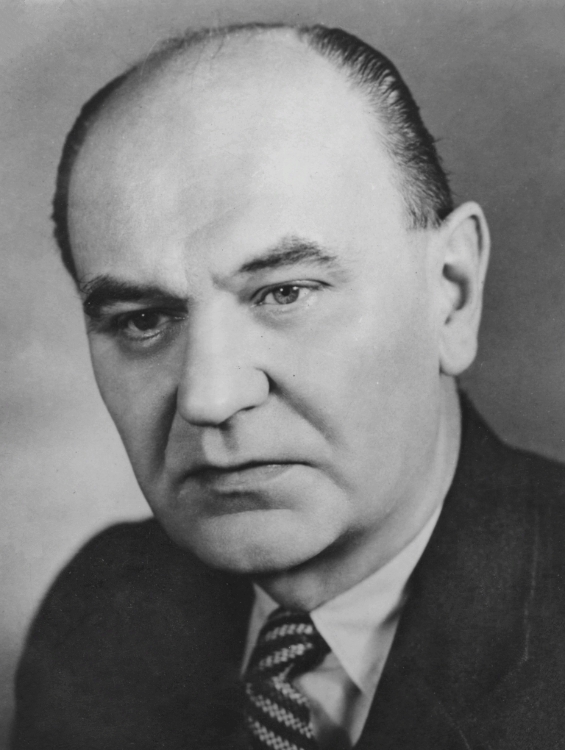
Jeden z jeho vysokoškolských profesorů – Jan Filip

Po skončení druhé světové války a znovuotevření českých vysokých škol se František Prošek zapsal na Filozofickou fakultu Univerzity Karlovy v Praze jako mimořádný posluchač ke studiu archeologie (prehistorie) (u archeologa a historika profesora Jana Filipa (1900–1981)). Zároveň ještě souběžně studoval obor geologie na Přírodovědecké fakultě Univerzity Karlovy v Praze. Časová náročnost denního studia spočívala v přednáškách (a praktických cvičeních), které se konaly v dopoledních a odpoledních hodinách, takže student František Prošek, který si na živobytí v Praze vydělával prací, byl nucen celý rok přijímat v zaměstnání výhradně noční směny. Situace se zlepšila a Prošek se mohl soustavněji věnovat dvojitému vysokoškolskému studiu poté, co se mu podařilo získat místo zřízence v Geologicko–paleontologickém ústavu Univerzity Karlovy (u paleontologa a popularizátora této vědy profesora Josefa Augusty (1903–1968)). Během studia na Univerzitě Karlově se Prošek účastnil různých archeologických průzkumů.

### Archeologický ústav
V roce 1949 nastoupil vědecký pracovník František Prošek do státního Archeologického ústavu, kde se zabýval (v letech 1949 až 1958) převážně výzkumem paleolitu (paleolitickým výzkumem jeskyní a krasových útvarů). Po těžké nemoci zemřel František Prošek v mladém věku náhle 26. července 1958 v Praze. Mezi členy vědecké obce je Fr. Prošek řazen k zakladatelům moderního českého výzkumu paleolitu v první polovině 20. století. A byl to právě nadaný paleolitik František Prošek, který mezi prvními vědci poukazoval na složitost a metodiku dokumentace jeskynních profilů když kladl důraz na stratigrafii, studium spraší a jeskynních usazenin. Prošek zdůrazňoval výhody týmové práce a vzájemné spolupráce přírodovědců, oplýval sám zdravým vědeckým úsudkem a značnou schopností selektovat podstatné problémy od těch podružných.

### Průzkumy v lokalitách
František Prošek se účastnil řady výzkumů v následujících českých a slovenských geologicky významných lokalitách:
- Jeskyně v Českém ráji[4] (Tyto prostory zkoumal v roce 1947 společně s archeologem a orientalistou Lumírem Jislem (1921–1969)).[5][4]
- Český kras (Koněpruské jeskyně);[4]
- Kotýz v Českém krasu (zkoumal v 50. letech 20. století);
- Pravěké hradiště Kozel u Hostimi u Berouna;
- Kotouč u města Štramberk – v roce 1950 zde Prošek prováděl první záchranné výzkumy (již ničené lokality) na něž pak navázal v následujícím roce Lumír Jisl;
- Obříství;[4]
- Tašovice;[4]
- Praha;[4]
- Zátyní;[4]
- Barca u Košic (Slovensko);[5]
- Gánovce[5] na severním Slovensku v Prešovském kraji.

## Přínos vědě
- František Prošek byl prvním vědcem, který vymezil szeletien[4] (kamennou industrii starší fáze mladého paleolitu na území střední Evropy v době 40 až 38 tisíc let BP).[5]
- Prošek patřil (na východním Slovensku) k objevitelům aurignacienu (mladopaleolitické kultury – spadající do starší fáze mladého paleolitu – datované přibližně do období 38 až 28 tisíc let BP).[5]
- Věnoval se také studiu českého magdalénienu (archeologické kultuře datované do svrchní (pozdní) části mladého paleolitu – přibližně 17 až 11 tisíc let BP).[5]
- Rovněž se pokusil o rozčlenění českého mezolitu[4] (střední doby kamenné – období od 10 000 př. n. l. až 8000 př. n. l.).[5]
- František Prošek také prosadil uznání staropaleolitického osídlení v českých zemích[4] (lidské pozůstatky z období pravěku datované přibližně mezi 1 000 000 až 300 000 let  BP byly doloženy nálezy nástrojů v Praze-Sedlci, v Přezleticích u Prahy, v obci Braškov (u Kladna) a na Stránské skále (u Brna))
- Po druhé světové válce se František Prošek věnoval také přírodovědným aspektům archeologie (tzv. environmentální archeologii).

Spolupracovníci, přátelé a kolegové Františka Proška
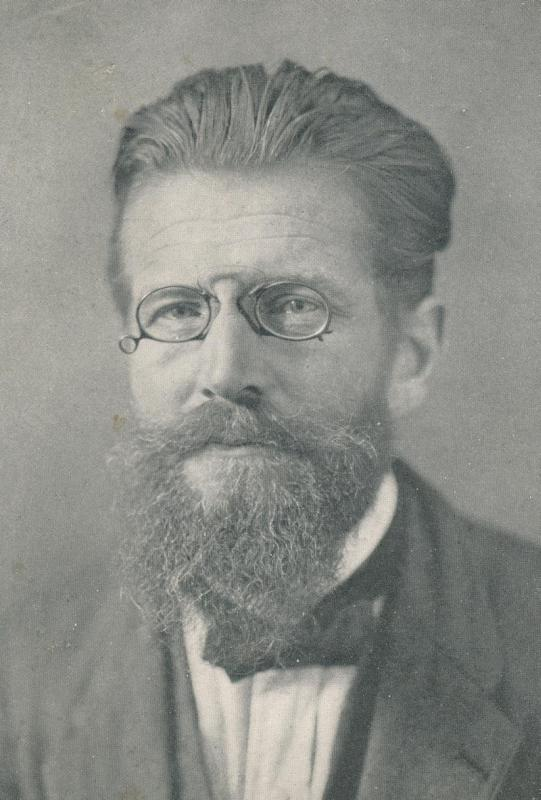
Jaroslav Petrbok
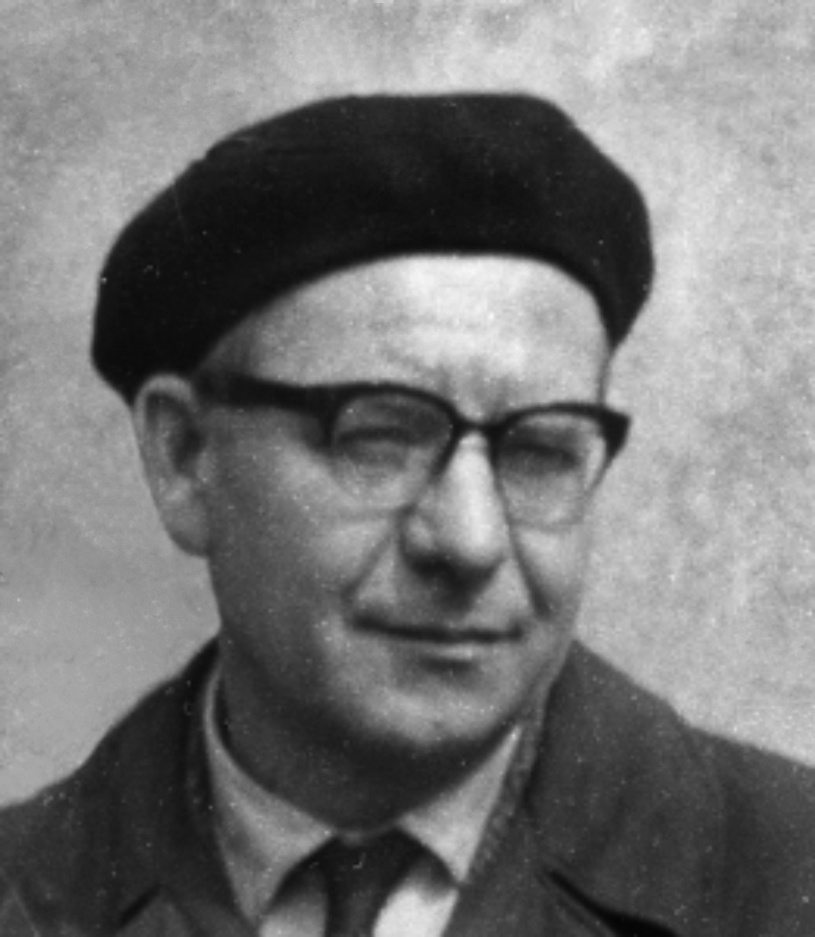
Ladislav Hájek
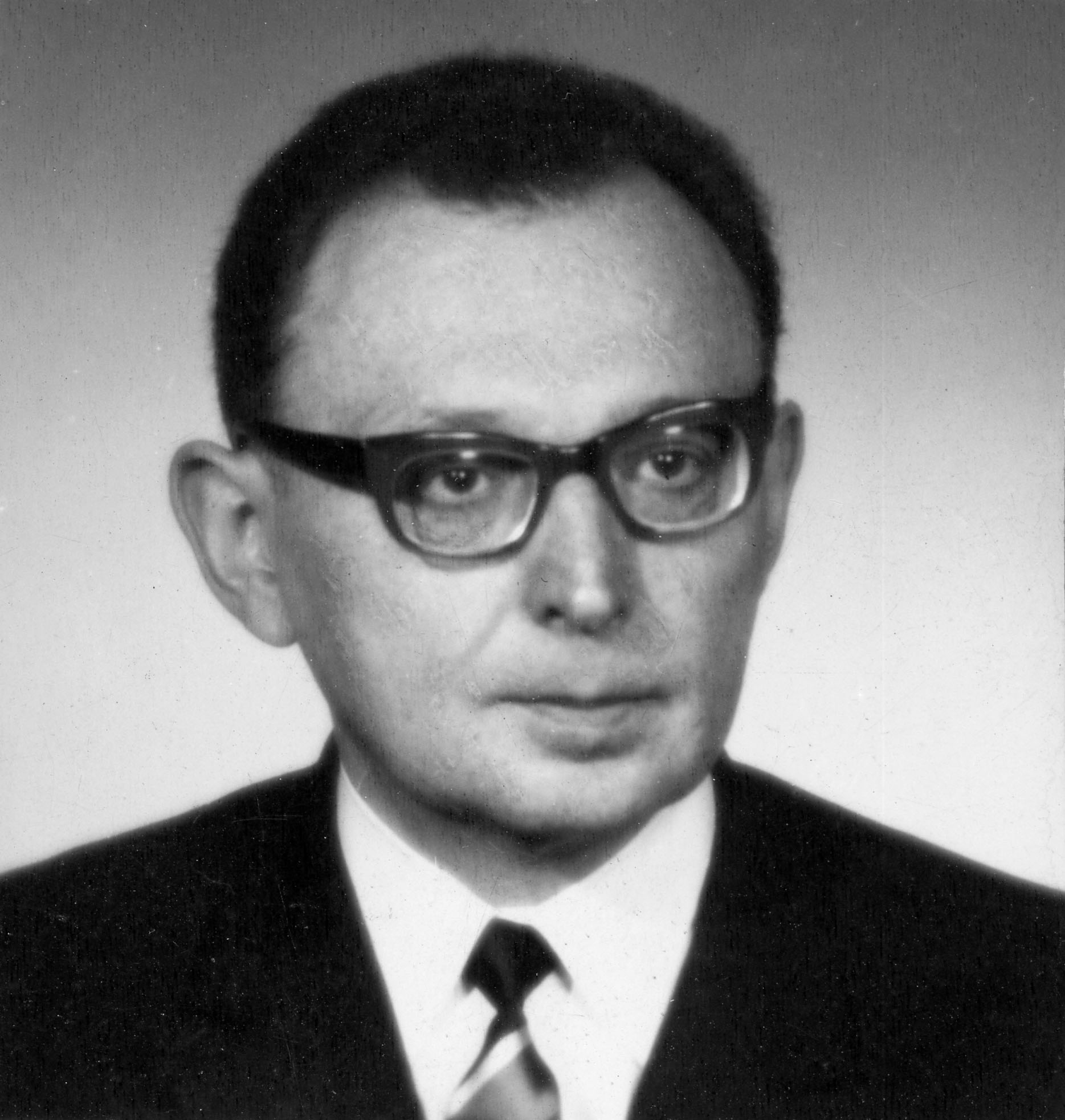
Lumír Jisl
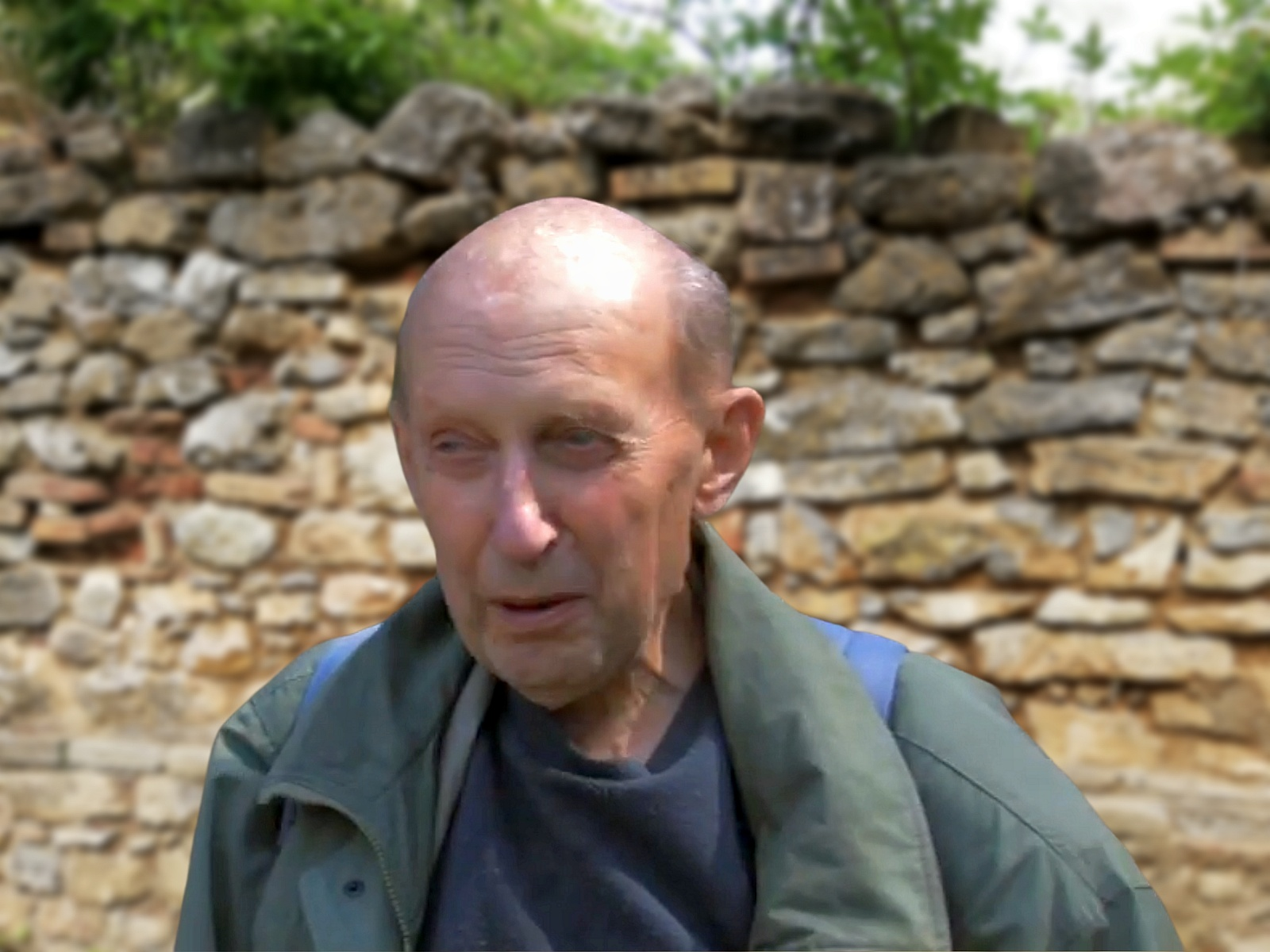
Vojen Ložek (1925–2020)

## Publikační činnost (výběr, chronologicky)
František Prošek publikoval odborné statě především časopisecky.
- Prošek, František. Nález clactonienského úštěpu v Letkách nad Vltavou. In: Památky archeologické: skupina pravěká. Praha : Archeologický sbor Muzea Království Českého, Ročník 42, (1939/1946 (vydání 1946) strany: 132 až 136
- Prošek, František. 1947: Paleolitické osídlení Čech ve světle novějších výzkumů. In: Časopis Národního muzea, číslo: 116, stránky: 129 až 141.
- Prošek, František. 1953: Szeletien na Slovensku'. In: Slovenská archeológia číslo 1, strany: 133 až 194.
- Prošek, František + Ložek Vojen. 1954: Stratigrafické otázky československého paleolitu. In: Památky archeologické a místopisné, od 1949 jako Památky archeologické, Praha 1855–; číslo: 45, strany: 35 až 74.
- Vlček, Emanuel a Prošek, František. Zusammenfassender Bericht über den Fundort Gánovce und die Reste des Neandertalers in der Zips (ČSR). Prag: Tschechoslowakische Akademie der Wissenschaften, Archäologisches Institut, 1958; 81 stran, 15 číslovaných obrázků, 6 nečíslovaných fotografií. (Výzkumné zprávy z oboru paleontologie, antropologie, člověk neandrtálský; lokality: Gánovce (Slovensko), Spiš (Slovensko))
- Prošek, František a Šlais, Antonín. Od hrdinné minulosti k vítězství socialismu: archivní dokumenty. Praha: Orbis, 1961; 4 nečíslované strany, 37 tabulí. (Volné listy v deskách s tématy: dějiny Česka a Slovenska)